# محمد فریدون
محمد فریدون یکی از فرزندان حسن روحانی بود که در فروردین سال ۱۳۷۵ (طبق برخی منابع در سال ۱۳۷۰ یا ۱۳۷۱) در آستانه ۲۰ سالگی، به شکل مرموزی به قتل رسید.
حسین موسویان، یکی از اعضای تیم مذاکره کننده هسته‌ای دولت اصلاحات و از نزدیکان حسن روحانی در گفت‌وگویی با نشریه تایم، مدعی شد که یکی از پسران حسن روحانی، به قتل رسیده؛ قتلی سیاسی که هرگز قاتل آن پرونده نیز مشخص نشد. براساس این گزارش، موسویان در این گفت‌وگو خبر داده که فرزند بزرگ روحانی (محمد) در آستانه ورود به بیست سالگی، در منزل شخصی روحانی به قتل رسید. به گفته موسویان منزل روحانی آن زمان در «پایگاهی نظامی در جنوب تهران» بود. عضو سابق تیم مذاکره‌کننده هسته‌ای همچنین گفت: خانواده روحانی قتل فرزند خود را «سیاسی» توصیف می‌کنند. بر اساس همین مصاحبه، حسن روحانی سال‌ها دربارهٔ این قتل تحقیق کرد اما در نهایت تصمیم گرفت که دست از پیگیری بردارد و سکوت کند.
در آذر ماه سال ۹۲، اکبر جباری، باجناغ غلامحسین الهام، (سخنگوی دولت دهم جمهوری اسلامی ایران) در صفحه فیس‌بوک خود، با اشاره به حسن روحانی و مرگ فرزند او نوشت که دست روحانی «به خون فرزندش» آلوده است. او توضیح بیشتری در این‌باره نداد.
پیشتر نیز نقل قول‌هایی از دو منبع مختلف که در مقاطع مختلف همکار مرکز تحقیقات استراتژیک بوده‌اند، دربارهٔ مرگ فرزند روحانی مطرح شده بود. یکی از این مباحث، حاکی از لو رفتن انتقال اطلاعات محرمانه به مخالفان نظام از سوی فرزند حسن روحانی و کشف آن توسط وزارت اطلاعات بود.
بسیاری از وب‌سایت‌های اصول‌گرا علت مرگ محمد فریدون را خودکشی ناشی از شکست عشقی دانسته‌اند. بنا به ادعای رسانه‌های اصول‌گرا، فرزند روحانی با کلت کمری پدر خودکشی کرد.
او دانش‌آموز دبیرستان فرهنگ به مدیریت حداد عادل بود.